# Inserción roscada

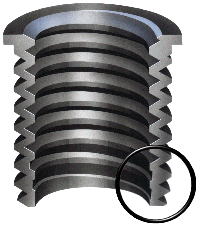
Inserción TIME-SERT

Una inserción roscada, o rosca inserta, es un elemento de fijación que se inserta en un objeto para añadir un agujero roscado . Se pueden utilizar para reparar un agujero roscado que ha perdido la rosca, proporcionar un agujero roscado duradero en un material blando, colocar una tuerca sobre un material demasiado delgado para aceptarlo, modelar roscas en una pieza de trabajo eliminando así una operación de mecanizado o simplificar el cambio desde de roscas unificadas a roscas métricas o viceversa.

## Tipos
Las inserciones roscadas se hacen en muchas variedades, según la aplicación. Las inserciones roscadas para plásticos se utilizan en materiales plásticos y se aplican con máquinas de inserción térmica o de soldadura por ultrasonidos.
Los fabricantes de muebles listos para montar suelen enviar las piezas con inserciones roscadas y otros tipos de fijaciones pre-diseñadas.
Las personas que utilizan paneles de chapa o sándwich o compuesto compuesto de sándwich de panel suelen instalar inserciones roscadas para extender cargas de corte, tensión y par en un área más grande del material.

### Hembra cautiva
Las hembras cautivas se presentan en dos estilos básicos. Un tipo, la hembra de jaula o hembra de chapa, es una hembra convencional que se mantiene cautiva por una especie de jaula de chapa que se pega a la pieza a conectar. Generalmente se utilizan para fijar tornillos en piezas de chapa demasiado delgadas para ser roscadas y, generalmente, se pueden fijar, quitar y reutilizar con herramientas manuales sencillas.
El segundo tipo de hembra cautiva es un inserción roscada. Se aprietan en agujeros del material a unir o amoldan. En cualquiera de los casos, una parte del inserto es generalmente moleteada para conseguir un buen agarre en el soporte de inserción. Una de las variantes, la hembra escalonada, tiene una porción moletejada que esparce los lados de un agujero metálico blando para coger más fuertemente la hembra. Las hembras cautivas ajustadas a presión y empleadas utilizan en paneles demasiado delgados para ser roscados o en materiales blandos que son demasiado débiles para ser roscados. Se instalan pulsando con una prensa.
Las inserciones roscadas se utilizan habitualmente en carcasas y piezas de plástico para crear una rosca metálico (normalmente: latón o acero inoxidable) para permitir el uso de tornillos en el montaje de muchos productos electrónicos y de consumo. Estos se pueden colocar en su sitio en piezas moldeadas por inyección o se pueden añadir mediante inserción térmica. En este último, la inserción se calienta y luego se prensa en un hueco de la parte de plástico. El calor provoca la fusión local al plástico. La inserción por ultrasonidos es el proceso que se utiliza para aplicar vibraciones y presión para instalar el inserto roscado en un cabezal hueco moldeado (agujero) de una pieza de plástico. Las vibraciones ultrasónicas funden el plástico donde la inserción metálica está en contacto y se aplica presión para presionar a su posición. El material plástico normalmente se reforma alrededor del cuerpo moleteado de la inserción roscada para garantizar una buena retención.

### Inserciones roscadas externamente

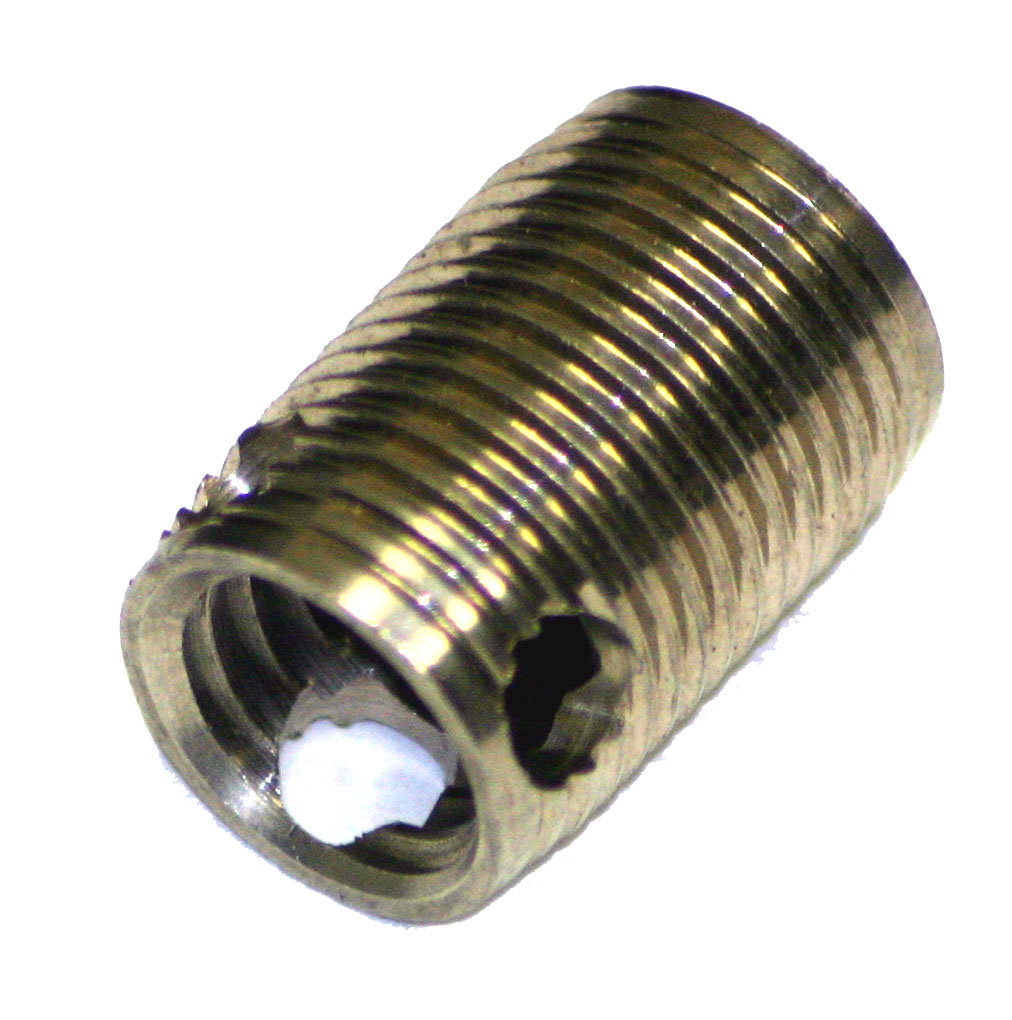
Una inserción autorosca

Las inserciones roscadas externamente tienen roscas en el exterior y en el interior de sus paredes. La inserción se suele poner en un agujero prefabricado o también hay inserciones que se colocan con sus roscas en un agujero moldeado o perforado. Después se ancla por diversos medios, como por ejemplo un bloqueo de nylon. Las inserciones ancladas con Loctite son conocidas con el nombre de la marca comercial EZ Lok.  Una inserción de buje sólida de paredes delgadas con la marca registrada TIME-SERT se bloquea haciendo rodar las roscas internas inferiores en el material base con un controlador de instalación especial que permite bloquear la inserción permanentemente en su lugar. Las inserciones de bloqueo con llaves, conocidas con el nombre de marca registrada Keenserts, utilizan unas llaves que se incrustan en ranurasmediante una rosca, bloqueando permanentemente la inserción. Las inserciones que se autoroscan y se bloquean por fricción son conocidas con los nombres de las marcas registradas Tap-lok o Speedserts.

### Inserción helicoidal

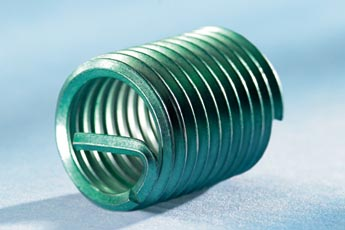
Inserción helicoidal

Una inserción helicoidal es una inserción de alambre enrollado en forma de bobina. Se introduce el alambre de forma helicoidal (de acero inoxidable o de bronce fosforoso y de sección en forma de diamante), en un agujero roscado para formar una rosca interna y aparejarla a un tornillo o un perno. Estas inserciones ofrecen un medio conveniente para reparar las roscas desgastadas y también se utilizan para proporcionar roscas más resistentes en materiales blandos, tales como aluminio, fundición a presión de zinc, madera, magnesio, etc. Otro nombre genérico común es: inserción de rosca (STI), y aunque hay muchos nombres se suele utilizar el de la marca registrada "Heli-Coil". Entre otras aplicaciones una importante es la reparación de la culata de un motor después de torcer involuntariamente la bujía estropeando la rosca. Para ello existen kits con rosca compatible. La pieza radial recta de la foto es la llave del conductora, que se utiliza para atornillar la bobina en su sitio, haciéndola girar con unos alicates y se descarta después de la instalación.

### Inserciones moldeadas
Las inserciones moldeadas están roscadas internamente y tienen un diámetro exterior de forma especial para anclar la inserción en plástico. La inserción se coloca previamente el molde de una pieza moldeada por inyección. A continuación, se cierra el molde y se rellena con el relleno de plástico alrededor de la pieza. Estos platos también se pueden calentar y prensar en termoplásticos prefabricados.
Para plásticos más suaves y flexibles, las inserciones hexagonales o cuadradas con ranuras profundas y anchas permiten que el plástico fluya y se adhiera. El proceso permite la fabricación de grandes productos, es decir, depósitos de combustible, embarcaciones, etc., de forma que las inserciones pueden ser de rosca grande.

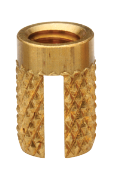
Inserción embutida

### Inserciones ajustables
Las inserciones ajustables a presión están roscadas internamente y tienen un diámetro exterior moleteado. Se presionan en un agujero plano con una prensa de árboles.

### Inserciones embutidas
Una inserción embutida se refiere a un tipo de inserción que se utiliza para fijar una rosca a un panel, como por ejemplo un panel sándwich de tipo panal, que se utiliza a menudo en aviones comerciales.

## Factor de fuerza para inserciones roscadas
La resistencia es el factor clave de fuerza en caso de inserciones, los dos parámetros que permiten juzgar las inserciones son el sacar y el par.
- Pull-out (Fuerza de extracción): es la fuerza necesaria para sacar la inserción del material base, estirando.
- Torque-out (Par de extracción): es el par necesario para hacer girar la inserción superando la fuerza de bloqueo.[12]

## Moleteado
El moleteado es el acabado del metal que se hace en la parte exterior del componente. En el caso de inserción de latón, el moleteado tiene un papel importante en el aumento de la resistencia al estiramiento y al par. Los tipos de moleteado y sus ventajas son las siguientes:
- Rodillos rectos: mayor resistencia al par
- Moleteado diagonal o helicoidal: resistencia de equilibrio en ambas direcciones
- Moleteado hexagonal o diamantado: más común y ofrece resistencia en todas direcciones.[13]

## Métodos de inserción
A efectos industriales, los métodos de inserción siguientes son los estándares:
- inserción térmica
- Moldeo por inyección
- Presión manual[14]